# Língua emiliano-romanhola

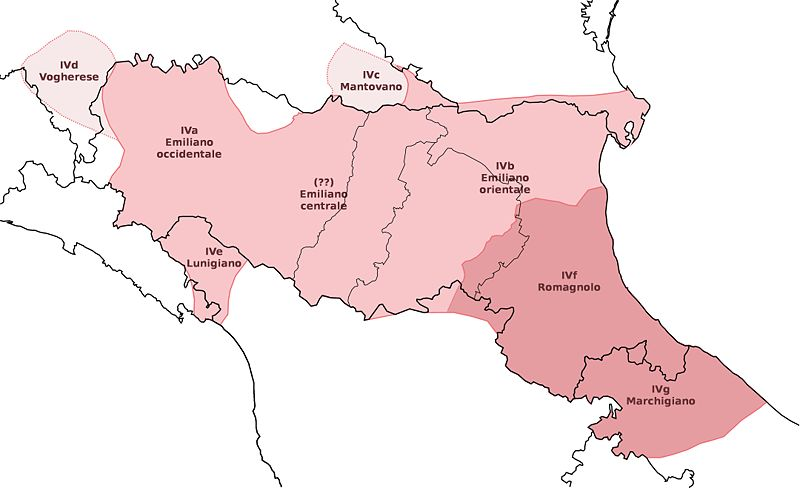
Área em que se fala o emiliano-romanholo

O emiliano-romanholo (nome nativo: emiliàn-romagnòl) é um grupo de duas línguas (ou muitos dialetos) galo-itálicos falados na região italiana de Emília-Romanha e em San Marino. A língua é reconhecida como pertencente às línguas minoritárias europeias desde 1981 (Relatório 4745 do Conselho da Europa); também é registrada no Livro Vermelho das Línguas Ameaçadas da UNESCO como língua digna de receber uma tutela. O seu código ISO 639-3 era eml. Em 16 de janeiro de 2009, o SIL, responsável de ISO 639-3, separou o emiliano do romanholo:
- Emiliano, código egl
- Romanholo, código rgn

## Escrita
Como todas as línguas da Itália, o Emiliano-Romanholo usa o alfabeto latino, porém numa forma bem própria para a fonologia da língua: são 16 símbolos para sons vogais que usam as letras A, E, I, O, U com acentos e diacríticos bem variados; Usam-se as consoantes tradicionais, porém sem K, W, X, Y, algo bem italiano, num total de 29 símbolos que usam diacríticos, letras dupla e apóstrofos.

## Amostra de texto
Artigo 1º da Declaração Universal dos Direitos Humanos:

### Emiliano-romanhol

#### Romanhol
Tot j essèri umèn i nàs lébri e cumpagn in dignità e dirét. Lou i è dutid ad rasoun e ad cuscinza e i à da operè, ognun ti cunfrunt at ch’j ilt, sa sentimint ad fratelènza.

#### Emiliano de Bolonha
Tótt i èser umàn i nâsen lébber e prezîṡ in dgnitè e dirétt. I an la raṡån e la cusiänza e i s an da cunpurtèr ón con cl èter cunpâgna di bón fradî.

### Português
Todos os seres humanos nascem livres e iguais em dignidade e direitos. São dotados de razão e consciência e devem agir em relação uns em relação aos outros com espírito de fraternidade.